# Nothybidae
Nothybidae zijn een familie uit de orde van de tweevleugeligen (Diptera), onderorde vliegen (Brachycera). Wereldwijd omvat deze familie zo'n 1 geslacht en 8 soorten.

## Soorten
- Geslacht Nothybus
  - Nothybus acrobates
  - Nothybus biguttatus
  - Nothybus decorus
  - Nothybus kempi
  - Nothybus lineifer
  - Nothybus longicollis
  - Nothybus sumatranus
  - Nothybus triguttatus